# Marlène Hauterville
Marlène Hauterville Mohamad (ur. 19 września 1968 w Pointe-à-Pitre) – francuska szpadzistka, srebrna medalistka mistrzostw świata.
Podczas mistrzostw świata w Budapeszcie w 1991 roku Francuzki w składzie: Marlène Hauterville, Brigitte Benon, Valérie Devaux i Valérie Barlois zdobyły srebrny medal w zawodach drużynowych. Był to jedyny medal wywalczony przez Hauterville w zawodach tego cyklu.
Nigdy nie wzięła udziału w igrzyskach olimpijskich.